# Wartau
Wartau egy svájci település a Sankt Gallen kantonjához tartozó Werdenberg kerületben. Wartau Balzers, Flums, Mels, Sevelen, Walenstadt, Sargans és Triesen községekkel határos.